# Карлс-Корнер (Техас)
Карлс-Корнер (англ. Carl's Corner) — місто (англ. town) в США, в окрузі Гілл штату Техас. Населення — 201 особа (2020).

## Географія
Карлс-Корнер розташований за координатами 32°5′2″ пн. ш. 97°3′11″ зх. д. / 32.08389° пн. ш. 97.05306° зх. д. (32.083792, -97.053001).  За даними Бюро перепису населення США в 2010 році місто мало площу 6,95 км², з яких 6,93 км² — суходіл та 0,02 км² — водойми.

## Демографія
Згідно з переписом 2010 року, у місті мешкали 173 особи в 61 домогосподарстві у складі 51 родини. Густота населення становила 25 осіб/км².  Було 71 помешкання (10/км²).
Расовий склад населення:
| - 88,4 % — білих - 2,9 % — чорних або афроамериканців - 0,6 % — корінних американців - 8,1 % — осіб інших рас |

До двох чи більше рас належало 0,0 %. Частка іспаномовних становила 25,4 % від усіх жителів.
За віковим діапазоном населення розподілялося таким чином: 30,1 % — особи молодші 18 років, 60,1 % — особи у віці 18—64 років, 9,8 % — особи у віці 65 років та старші. Медіана віку мешканця становила 38,8 року. На 100 осіб жіночої статі у місті припадало 111,0 чоловіків;  на 100 жінок у віці від 18 років та старших — 116,1 чоловіків також старших 18 років.
Середній дохід на одне домашнє господарство  становив 42 860 доларів США (медіана — 36 250), а середній дохід на одну сім'ю — 44 359 доларів (медіана — 36 875). За межею бідності перебувало 22,6 % осіб, у тому числі 33,3 % дітей у віці до 18 років та 24,3 % осіб у віці 65 років та старших.
Цивільне працевлаштоване населення становило 61 особа. Основні галузі зайнятості: освіта, охорона здоров'я та соціальна допомога — 31,1 %, мистецтво, розваги та відпочинок — 24,6 %, будівництво — 19,7 %.